# إيفون كنودسن
إيفون كنودسن هي راكبة الكنو دنماركية، ولدت في 7 أغسطس 1964 في Gentofte Municipality ‏ في الدنمارك.

## وصلات خارجية
- إيفون كنودسن على موقع أوليمبيديا (الإنجليزية)